# Die blonde Versuchung
Die blonde Versuchung ist eine US-amerikanische Filmkomödie von Jerry Rees aus dem Jahr 1991. Die Hauptrollen spielten Kim Basinger und Alec Baldwin.

## Handlung
Der vermögende Charley Pearl lernt in den 1940er Jahren in Las Vegas Vicki Anderson kennen, die als Sängerin in einem Nachtlokal arbeitet. Er soll zwar bald die Tochter eines Filmstudiochefs Adele Horner heiraten, doch er lässt sich auf eine Affäre mit Anderson ein. Ihr Patron, der Gangster Bugsy Siegel, ertappt Anderson und Pearl. Siegel fordert überraschend, dass Anderson und Pearl heiraten, was auch geschieht.
Kurz nach der Hochzeit verlässt Pearl seine Frau zugunsten von Horner. Später kommen Anderson und Pearl erneut zusammen. Pearl gründet für seine Frau ein Filmstudio, damit sie als Schauspielerin auftreten kann. Da kein Film fertiggestellt wurde, wird das Studio nach einigen Monaten insolvent.
Anderson verlässt Pearl. Dieser will sie etwas später zurückgewinnen und kauft ihr einen Ring. Er und seine Freunde besuchen eine Show, in der Anderson tanzt und singt. Sie tanzt verführerisch am Tisch der Gruppe, vor allen Freunden Pearls, ihn ignoriert sie aber. Als sie zurück auf der Bühne ist, merkt Pearl, dass sie an ihrem Finger den gekauften Ring hat. Pearl lächelt.

## Kritiken
Roger Ebert schrieb in der Chicago Sun-Times vom 5. April 1991 über die kursierenden und in einer Zeitschrift veröffentlichten Gerüchte, der Film beruhe auf wahren Erlebnissen eines Schuhfabrikanten und einer Schauspielerin. Er lobte die Regie von Jerry Rees.
Desson Howe lobte in der Washington Post vom 5. April 1991 das Drehbuch von Neil Simon und die Darstellung von Paul Reiser.

## Auszeichnungen
Kim Basinger wurde im Jahr 1992 für die Goldene Himbeere nominiert.
Die Deutsche Film- und Medienbewertung FBW in Wiesbaden verlieh dem Film das Prädikat wertvoll.

## Hintergrund
Der Film wurde in Kalifornien, darunter in Los Angeles, gedreht.